# Wahkiakum County
Wahkiakum County ist ein County im Bundesstaat Washington der Vereinigten Staaten. Das U.S. Census Bureau hat bei der Volkszählung 2020 eine Einwohnerzahl von 4.422 ermittelt. Der Verwaltungssitz (County Seat) ist Cathlamet.

## Geographie
Wahkiakum County liegt überwiegend am Nordufer des Columbia River, dem Grenzfluss zwischen Washington und Oregon. Zum County gehört auch die bewohnte Flussinsel Puget Island und einige weitere, kleinere Inseln. Zwei Flüsse, der Grays River und der Elochoman River, durchfließen das County und münden in den Columbia.
Das County hat eine Fläche von 743 Quadratkilometern, davon sind 684 Quadratkilometer Land- und 58 Quadratkilometer (7,83 Prozent) Wasserfläche. Das County ist das kleinste County in Washington und nach der Bevölkerungsdichte im unteren Drittel.
Wahkiakum County grenzt auf der Landseite von West nach Ost an das Pacific County, das Lewis County und das Cowlitz County. Auf der anderen Seite des Columbia liegen das Columbia und Clatsop County.

## Geschichte
Das County wurde 1854 gebildet. Der Name geht auf einen Chinook-Stamm zurück, die Wahkiakum, die erstmals 1805 von Lewis und Clark beschrieben wurden.

## Städte und Ortschaften

### Stadt (Town)
- Cathlamet

### Census-designated places
- Altoona
- Deep River
- East Cathlamet
- Grays River
- Lower Elochoman
- Puget Island
- Rosburg
- Skamokawa Valley
- Upper Elochoman

## Infrastruktur
In Ost-West-Richtung läuft die Washington State Route 4 durch das County. Von Cathlamet aus kann man über die Washington State Route 409 und eine Fähre den Columbia überqueren.

## Galerie

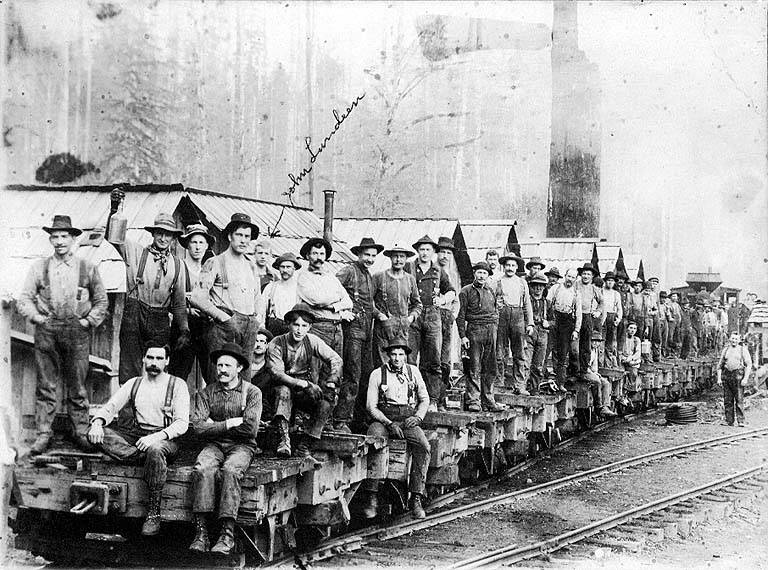
Waldarbeiter am Deep River, 1904
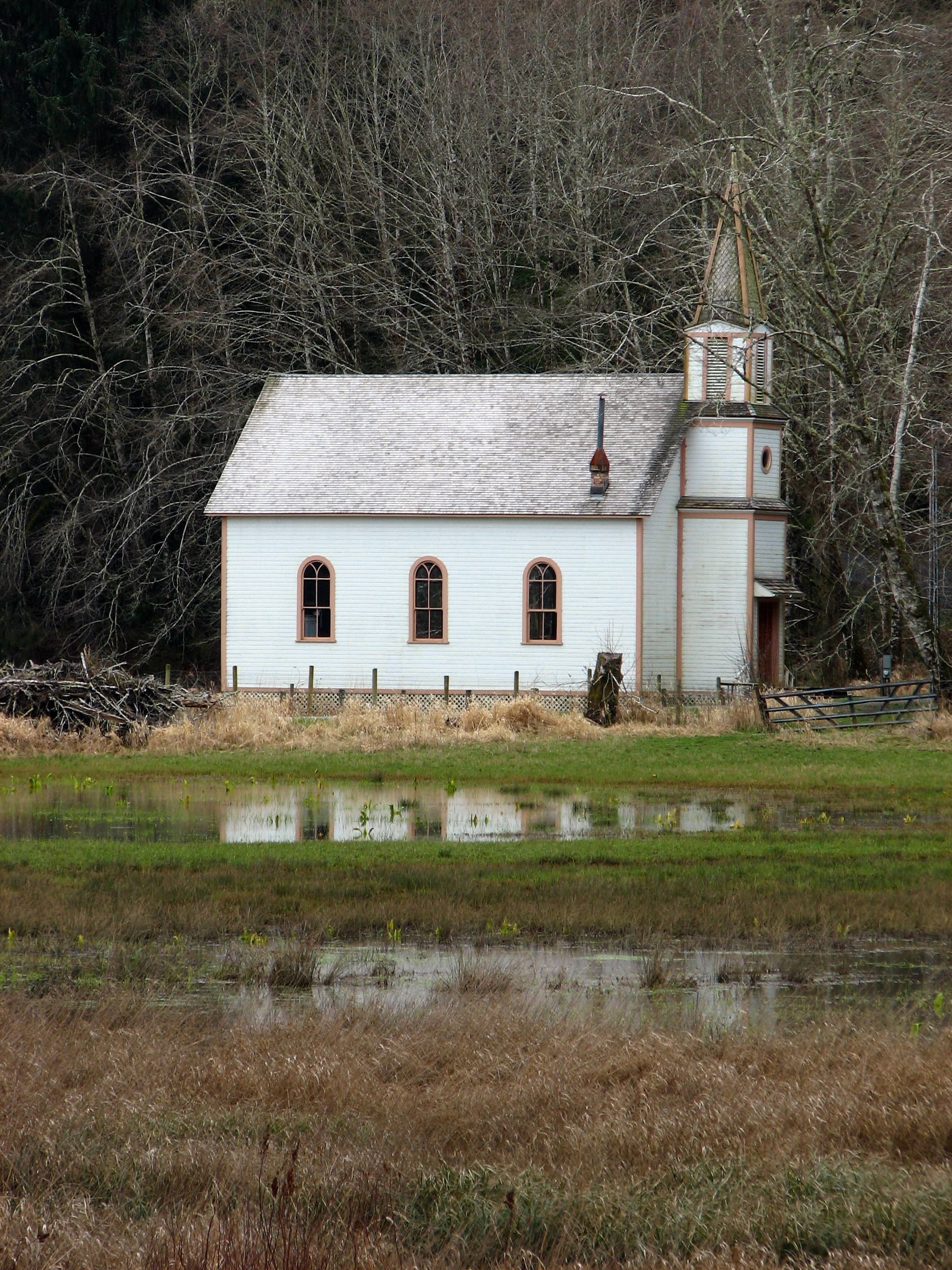
Die Deep River Pioneer Lutheran Church in Deep River, gelistet im NRHP Nr. 74001983
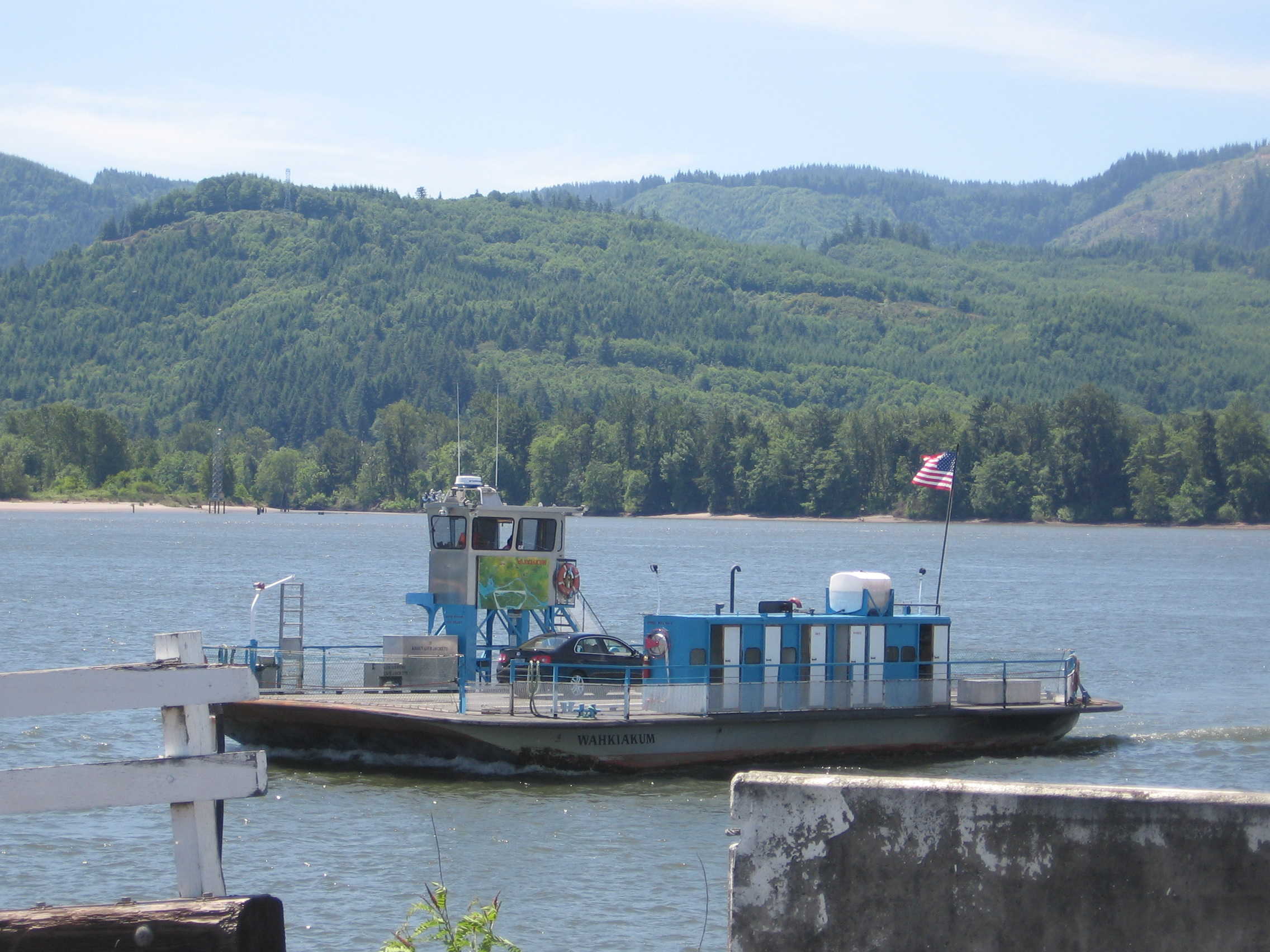
Fähre über den Columbia zwischen Puget Island und Westport
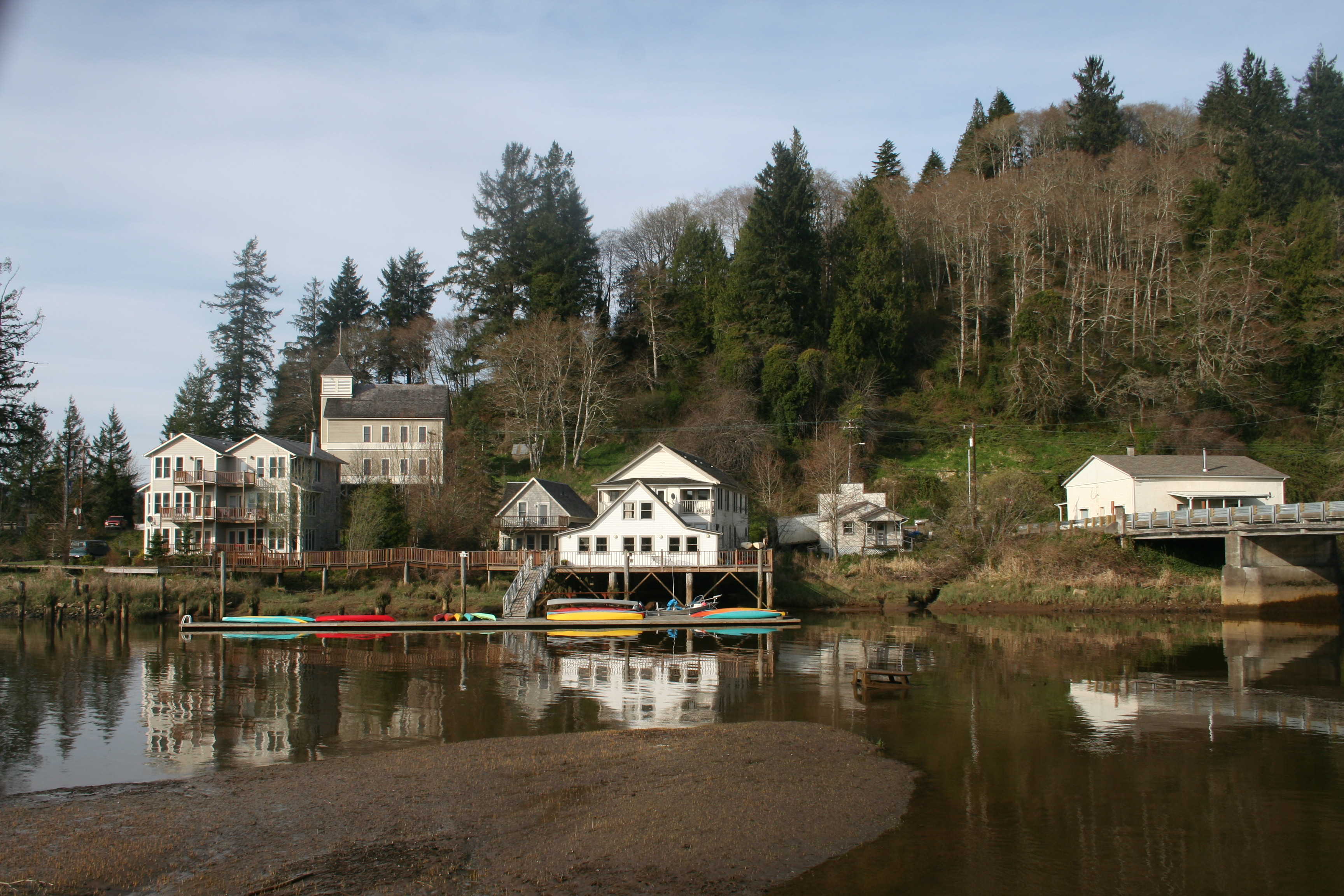
Skamokawa
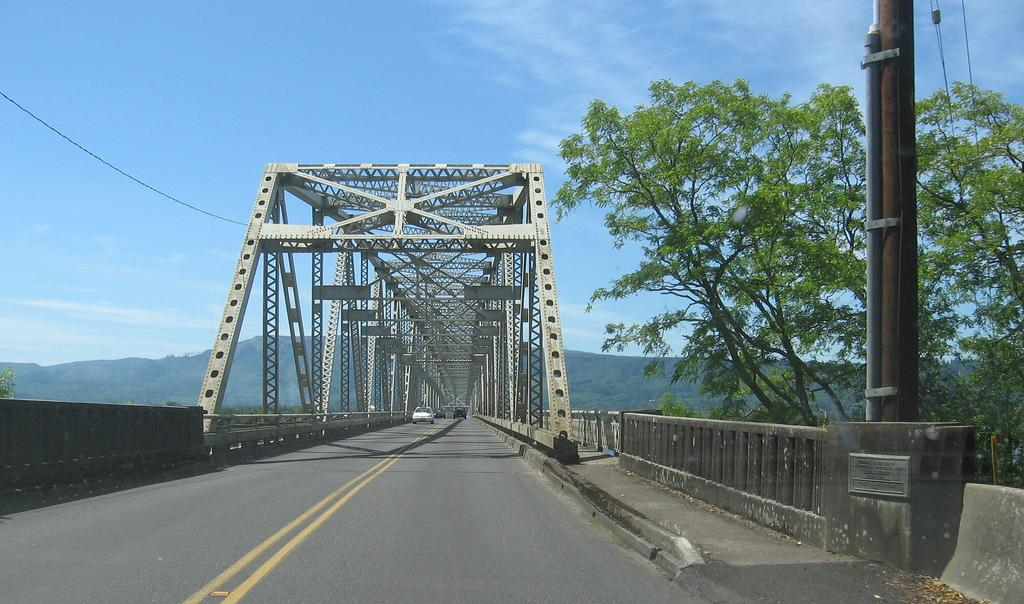
Die Julia Butler Hansen Bridge auf der Washington State Route 409
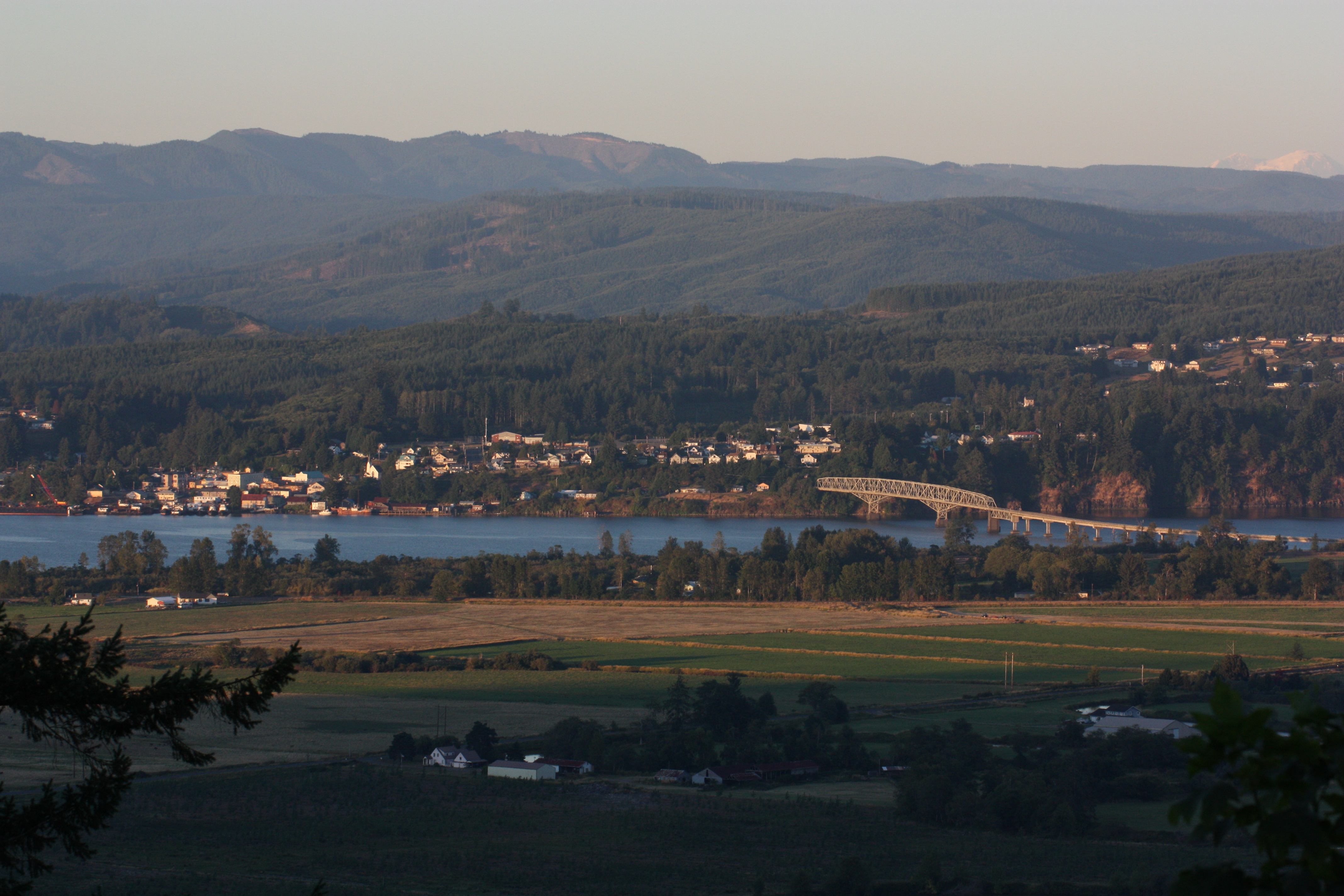
Blick auf Puget Island (vorne) und Cathlamet